# 尖嘴丽鱼属
尖嘴麗魚屬，是條鰭魚綱䲁形目麗魚科下的一個屬。

## 分類
本屬屬於褶唇麗魚亞科，目前被認可的種如下：
- 迪氏尖嘴麗魚 Julidochromis dickfeldi
- 斑帶尖嘴麗魚 Julidochromis marlieri
- Julidochromis marksmithi
- 飾妝尖嘴麗魚 Julidochromis ornatus
- 雷氏尖嘴麗魚 Julidochromis regani
- 雲斑尖嘴麗魚 Julidochromis transcriptus